# FC Ahmat Groznîi
FC Ahmat Groznîi (în rusă Республиканский футбольный клуб «Ахмат» Грозный; în cecenă футболан клуб Ахмат Соьлжа-ГӀала) este un club de fotbal din orașul Groznîi, Cecenia, Federația Rusă, care joacă în Prima Ligă Rusă. Are în palmares un singur trofeu, Cupa Rusiei, câștigat în 2004 într-o finală cu Krîlia Sovetov Samara. 
De-a lungul timpului, la Ahmat au evoluat și cinci fotbaliști români: Gabriel Torje, Gheorghe Grozav, Daniel Pancu, Andrei Mărgăritescu și Florentin Petre.

## Istorie
Clubul a fost înființat în anul 1946 sub numele de Dinamo Gronzîi, pe care și l-a schimbat în 1948 în Neftianik, în 1958 în Terek, iar pentru ultima oară în 2017 în Ahmat.
În anii 1990, Terek Groznîi a fost dizolvat pentru o perioadă din cauza Primului Război Cecen. Între 1990 și 2007 echipa și-a disputat meciurile de pe teren propriu într-un oraș învecinat, Piatigorsk din Ținutul Stavropol. La începutul sezonului 2008, Uniunea de Fotbal a Rusiei a permis clubului să joace meciurile din Prima Ligă chiar în Groznîi.
Echipa a câștigat divizia secundă, Liga Națională și Cupa Rusiei în 2004, învingând Krîlia Sovetov Samara în finală. În sezonul 2004-2005, ea a trecut în Cupa UEFA în turul doi preliminar de formația poloneză Lech Poznań cu scorul de 1-0 în ambele manșe, dar a pierdut playoff-ul cu elvețienii de la FC Basel cu 1-3 la general. Terek a jucat în Prima Ligă, dar în vara anului 2005 a retrogradat înapoi după ce s-a clasat pe ultima poziție, urmând să revină în 2007 în primul eșalon fotbalistic
Pe 3 iulie 2008, Terek a semnat cu trei fotbaliști români deodată: Andrei Mărgăritescu de la Dinamo București, Florentin Petre de la ȚSKA Sofia și Daniel Pancu de la Rapid București.
În ianuarie 2011, Terek a semnat cu fostul internațional olandez Ruud Gullit un contract pe 18 luni, însă în luna iunie a aceluiași an a fost demis din cauza rezultatelor foarte slabe.
Un nou stadion cu o capacitate de 30.597 de locuri a fost deschis în mai 2011.
La data de 7 iunie 2017, echipa și-a schimbat denumirea din FC Terek în FC Ahmat, după Ahmad Kadirov.

## Palmares
- Cupa Rusiei
  - Câștigătoare (1): 2004

## Ahmat Groznîi în cupele europene
| Sezon     | Competiția | Faza     |         | Club        | Scor     |
| --------- | ---------- | -------- | ------- | ----------- | -------- |
| 2004-2005 | Cupa UEFA  | Turul 2  | Polonia | Lech Poznań | 1-0, 1-0 |
| 2004-2005 | Cupa UEFA  | Play-off | Elveția | FC Basel    | 1-1, 0-2 |

## Lotul actual
La 2 februarie 2018.
| Nr. |           | Poziție | Jucător          |
| --- | --------- | ------- | ---------------- |
| 2   | Brazilia  | F       | Rodolfo          |
| 3   | Rusia     | F       | Zaurbek Pliyev   |
| 4   | Venezuela | F       | Wilker Ángel     |
| 7   | Rusia     | A       | Abubakar Kadyrov |
| 8   | Brazilia  | A       | Léo Jabá         |
| 9   | Rusia     | A       | Zaur Sadayev     |
| 10  | Rusia     | A       | Khalid Kadyrov   |
| 11  | Brazilia  | M       | Ismael           |
| 13  | Iran      | F       | Milad Mohammadi  |
| 14  | Brazilia  | M       | Ravanelli        |
| 15  | Rusia     | F       | Andrei Semyonov  |
| 16  | Rusia     | P       | Yevgeni Gorodov  |
| 17  | Senegal   | A       | Ablaye Mbengue   |

| Nr. |          | Poziție | Jucător                  |
| --- | -------- | ------- | ------------------------ |
| 18  | Albania  | A       | Bekim Balaj              |
| 19  | Rusia    | M       | Oleg Ivanov              |
| 21  | Albania  | M       | Odise Roshi              |
| 23  | Rusia    | M       | Anton Shvets             |
| 24  | Rusia    | M       | Roland Gigolayev         |
| 33  | Rusia    | P       | Vitali Gudiyev           |
| 40  | Rusia    | F       | Rizvan Utsiyev (Căpitan) |
| 70  | Rusia    | M       | Ayub Batsuyev            |
| 77  | Kosovo   | M       | Bernard Berisha          |
| 93  | Rusia    | A       | Apti Akhyadov            |
| 94  | Brazilia | F       | Philipe Sampaio          |
| 95  | Rusia    | A       | Magomed Mitrishev        |

## Jucători importanți
| Rusia - Roman Adamov - Maxim Bokov - Viktor Bulatov - Andrei Fedkov - Denis Ievsikov - Oleg Kornauhov - Alexei Kosolapov - Ruslan Nigmatullin - Gennadîi Nijegorodov - Roman Șaronov - Alexandr Șirko - Alexandr Șmarko - Oleg Teriokhin - Evgheni Varlamov - Denis Zubko URSS - Andrei Movsisian - Albert Sarkisian - Tarlan Ahmadov - Șahin Diniev - Deni Gaisumov - Ruslan İdiqov - Dmitri Kramarenko - Ruslan Musaiev - Kazemır Qudiev - Vidadi Rzaiev - Narvik Sirhaiev - Vladimir Korîtko - Andrei Kovalenko - Serghei Omelianciuk - Vahid Masudov - Andrei Mațiura - Ion Testemitanu - Vladimir Bairamov - Dmitri Homuha - Viaceslav Krendelev - Maxim Levițki - Volodymyr Savcenko | Europa - Ilion Lika - Blagoy Georgiev - Valentin Iliev - Ze'ev Haimovich - Rade Petrović - Daniel Pancu - Andrei Mărgăritescu - Florentin Petre - Gheorghe Grozav - Gabriel Torje - Ognjen Koroman - Nikola Malbaša - Radoslav Zabavník - Igor Lazič - Jalen Pokorn - Tamer Tuna America Centrală și de Sud - Héctor Bracamonte Africa - Guy Stephane Essame - Jerry-Christian Tchuissé - Laryea Kingston |

## Legături externe
- Site Oficial